# Murcia rotundicuspidata
Murcia rotundicuspidata är en kvalsterart som först beskrevs av Bayartogtokh och Aoki 1998.  Murcia rotundicuspidata ingår i släktet Murcia och familjen Ceratozetidae. Inga underarter finns listade i Catalogue of Life.